# Jetset Records
Jetset Records – amerykańska niezależna wytwórnia płytowa, założona w 1996 roku przez Shelley Maple, specjalizująca się w indie rocku. Wydawała płyty takich zespołów jak: Arab Strap, Mogwai, The Jesus Lizard, Elysian Fields, Firewater czy The Go-Betweens.

## Historia
Jetset Records założyła w 1996 roku w Nowym Jorku entuzjastka muzyki, Shelley Maple. Pierwsza wydawnictwem wytwórni było wznowienie albumu Punkrock niemieckiego, garażowego zespołu The Golden Lemons (Die Goldenen Zitronen). Później w ofercie wytwórni pojawiły się albumy Firewater, Mogwai, Black Box Recorder i Macha. Wytwórnia weszła w okres rozwoju, a Maple zatrudniła osoby podzielające jej pasję do muzyki: Roberta Vickersa, Brendana Flynna, Terri Rosenblatt i Annę Bond. Wkrótce w katalogu wytwórni pojawiły się tacy wykonawcy jak Arab Strap, Death by Chocolade, The Flaming Sideburns, 16 Horsepower, Sahara Hotnights i The Stratford 4.

## Artyści
Lista według Discogs:

- 16 Horsepower
- Arab Strap
- Black Box Recorder
- Death by Chocolate
- Elysian Fields
- Firewater
- The Go-Betweens
- The Flaming Sideburns
- Die Goldenen Zitronen
- Home
- The Gunga Din
- The Jesus Lizard
- Kid Silver
- Luna
- Macha
- Mogwai
- Prolapse
- Sahara Hotnights
- Erik Sanko
- The Stratford 4
- Sun Kil Moon
- Teenage Fanclub
- Ten Benson
- Tram